# Levý Hradec
Levý Hradec bylo raně středověké ostrožné hradiště, situované na území dnešního města Roztoky (v katastru bývalé samostatné obce Žalov), 10 km severozápadně od centra Prahy. Toto hradiště pravděpodobně bylo původním sídlem přemyslovského knížete Bořivoje I. Ten zde nechal v 80. letech 9. století vybudovat první křesťanský kostel v Čechách, zasvěcený sv. Klementu. Lokalita je od roku 1965 chráněna jako kulturní památka a v roce 1978 byla zapsána na seznam národních kulturních památek.
Hradiště o rozloze 6,4 hektaru se nacházelo vysoko nad levým břehem Vltavy, na ostrožně vytvořené Žalovským potokem, který se zde do Vltavy vlévá.

## Dějiny

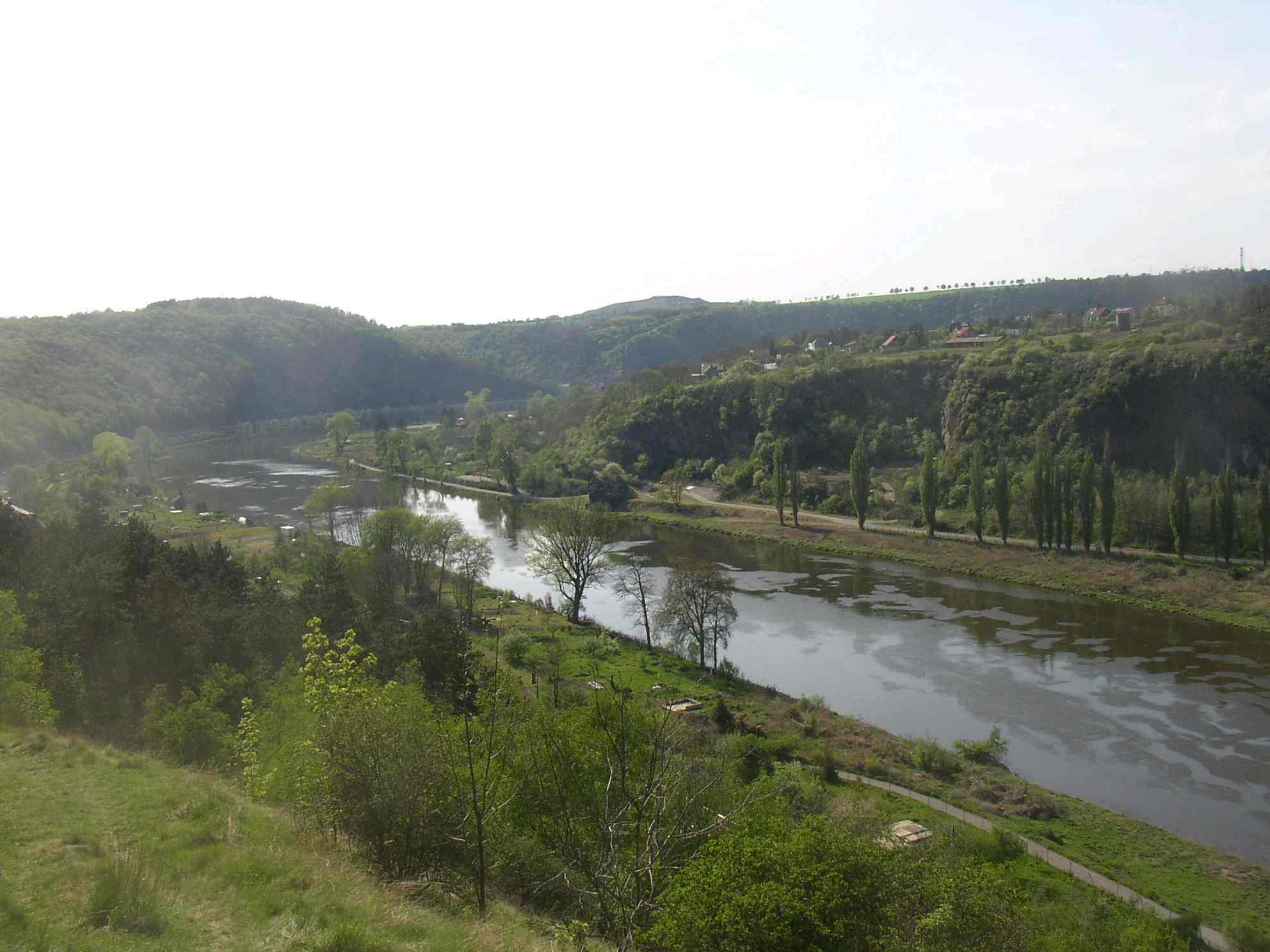
Pohled z Levého Hradce do údolí Vltavy směrem k severozápadu

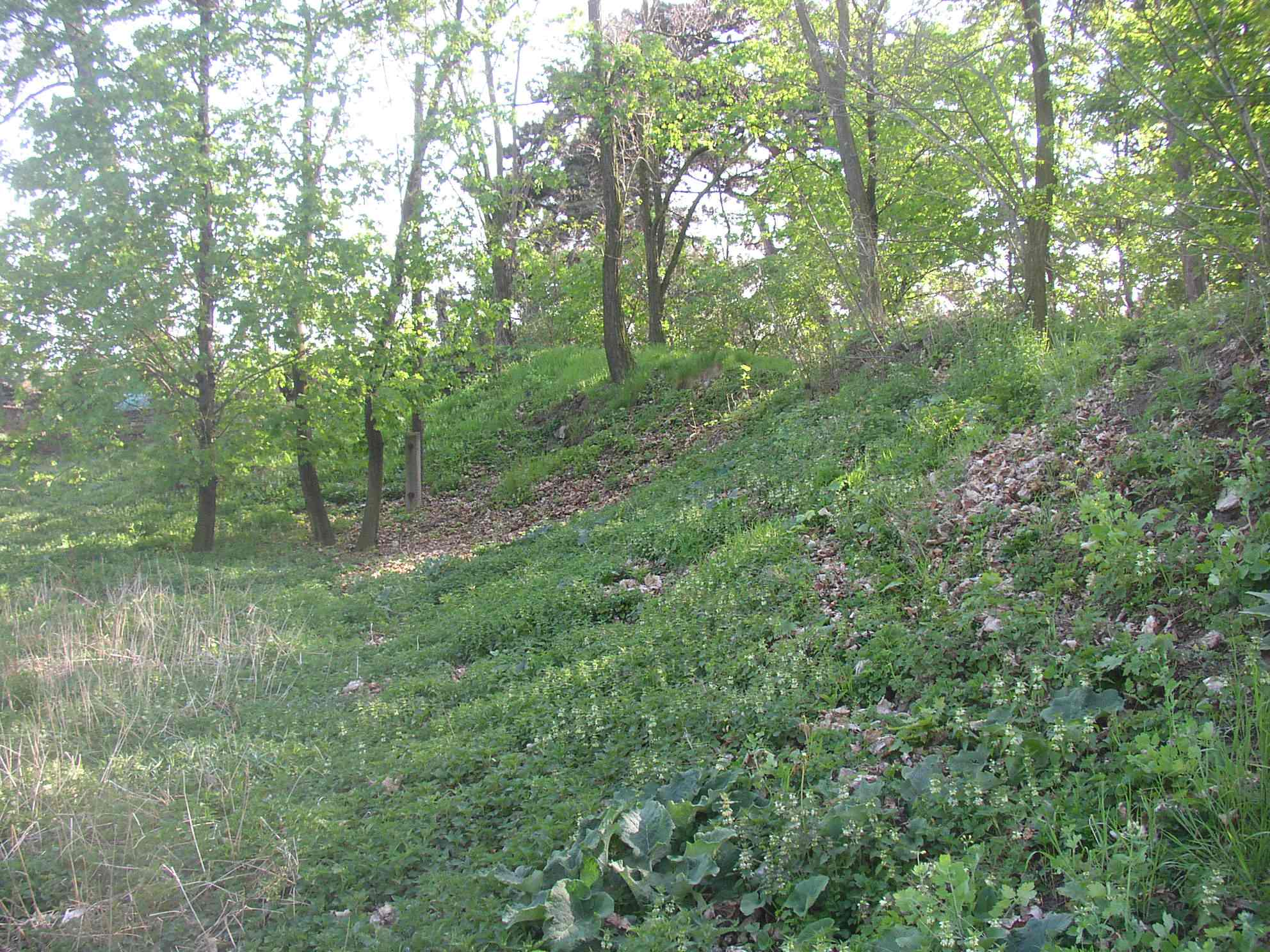
Zbytky valu, oddělujícího akropoli od předhradí (pohled z vnitřní strany)

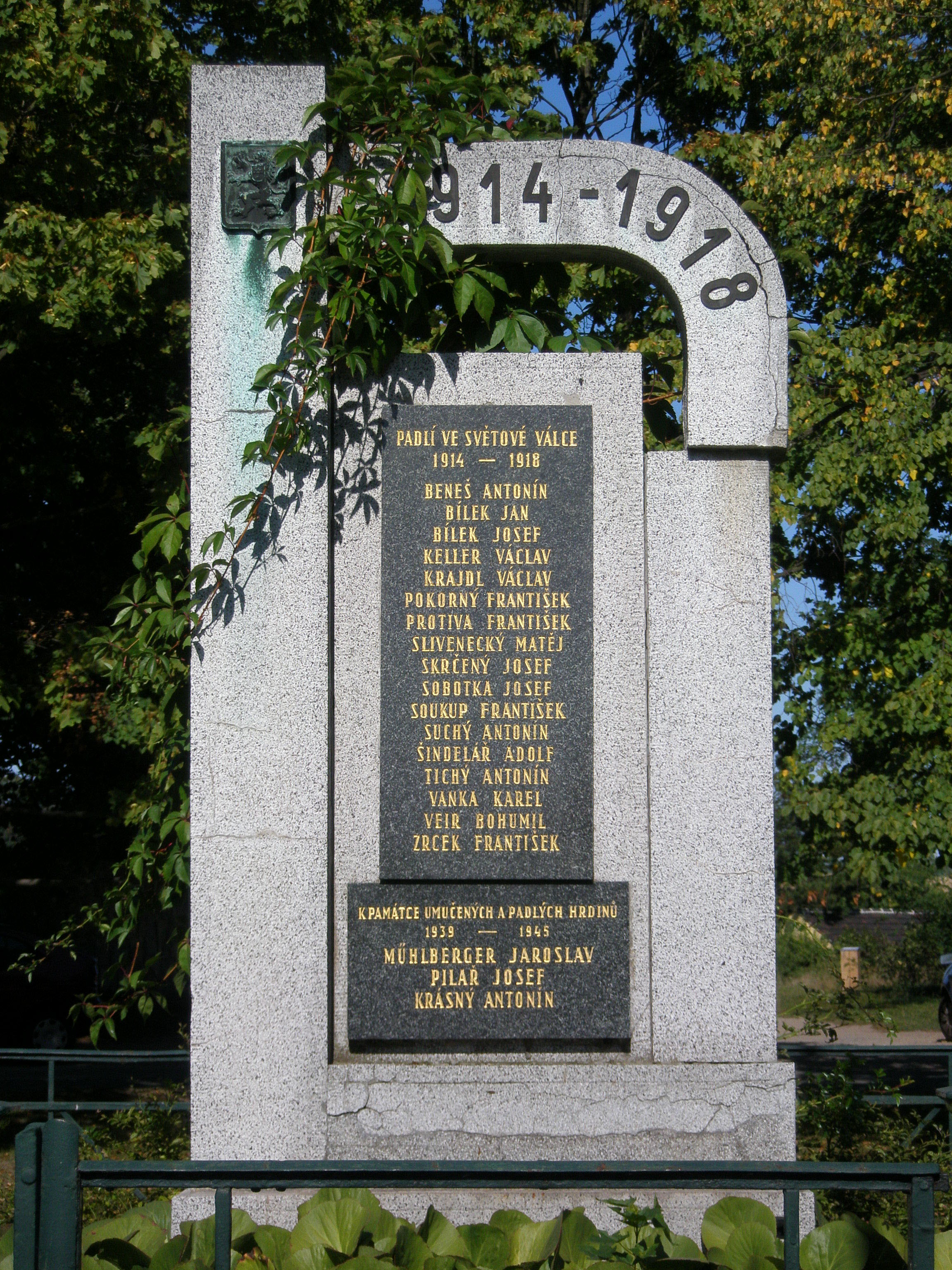
Památník válečných obětí na Levém Hradci

Levý Hradec vznikl s největší pravděpodobností někdy v polovině 9. století jako jedno z prvních přemyslovských hradišť. Je možné, že šlo o jedno z míst, kam se po porážce s franckým vojskem kdesi u Vltavy v roce 872 uchýlili čeští předáci včetně Bořivoje. Kronikář Kosmas o něm mluví již v souvislosti s bájnou luckou válkou, ale nejstarším opravdu doloženým údajem je až stavba kostela sv. Klimenta, u kterého působil kněz Kaich, jak to popisuje Kristiánova legenda. Další písemnými prameny zmiňovanou významnou událostí svázanou s tímto místem se stala volba Slavníkovce Vojtěcha druhým pražským biskupem 19. února 982 právě na Levém Hradci.
Hradiště bylo Přemyslovci opuštěno na počátku 10. století, ale nezdá se, že by jeho význam v jiných ohledech než politickém poklesl. Sídelní aktivita zde po celé 10. století zůstala stejně intenzivní jako ve století devátém, byly vybudovány nové stavby a fortifikace byla pravidelně opravována. S přemyslovským hradištěm v Boleslavi je spojovala cesta zvaná Boleslavka. Až ke konci 11. století došlo pravděpodobně k zániku, protože již neexistují doklady o přestavbách a opravách. Jelikož v písemných pramenech není o zániku žádná zmínka, nelze přesně určit, proč k němu došlo.

## Archeologie
Archeologicky bylo místo zkoumáno již na konci 19. století Čeňkem Rýznerem a J. L. Píčem, ale hlavní výzkumy zde vedl v 30. až 50. letech 20. století Ivan Borkovský a do této doby spadají i hlavní nálezy.
Na základě výzkumů bylo možné určit, že hradiště bylo dvoudílné: skládalo se z akropole a opevněného podhradí. Akropole o výměře 3,6 ha se nacházela na východní, lépe chráněné části ostrožny a byla opevněná dřevohlinitou hradbou s čelní kamennou zdí. Opevnění akropole i předhradí bylo vystavěno ve dvou fázích a později došlo k nejméně pěti opravám. Během druhé fáze opevnění akropole pro ně byl vybudován stupňovitý skalnatý základ a hradba dosáhla téměř dvojnásobné šířky. Na akropoli byly objeveny srubové stavby s prkennými podlahami, ale nepodařilo se najít sídlo knížete. Předhradí bylo také opevněno v několika fázích a byly zde objeveny víceprostorové domy s hospodářskými i obytnými místnostmi se stěnami vyplétanými proutím.